# Mistrzostwa Polski Seniorów w Lekkoatletyce 2018
94. Mistrzostwa Polski Seniorów w Lekkoatletyce – zawody lekkoatletyczne, które odbyły się między 20 a 22 lipca 2018 na Stadionie Lekkoatletycznym w Lublinie.
Organizatora mistrzostw Zarząd Polskiego Związku Lekkiej Atletyki wybrał w październiku 2017.

## Rezultaty
| NR – rekord Polski \| CR – rekord mistrzostw Polski \| NUR – rekord Polski młodzieżowców (do lat 23) |
| NL – najlepszy tegoroczny wynik na polskich listach \| PB – rekord życiowy                           |

### Mężczyźni
| Konkurencja:                  | 1. miejsce                                       | Rezultat | 2. miejsce                                    | Rezultat   | 3. miejsce                                                              | Rezultat   |
| Bieg na 100 m                 | Dominik Kopeć KS Agros Zamość                    | 10,26 PB | Remigiusz Olszewski CWZS Zawisza Bydgoszcz SL | 10,31      | Przemysław Słowikowski WKS Flota Gdynia                                 | 10,34      |
| Bieg na 200 m                 | Dominik Kopeć KS Agros Zamość                    | 20,70    | Karol Zalewski AZS-AWF Katowice               | 20,73      | Przemysław Słowikowski WKS Flota Gdynia                                 | 21,06      |
| Bieg na 400 m                 | Karol Zalewski AZS-AWF Katowice                  | 45,53    | Łukasz Krawczuk WKS Śląsk Wrocław             | 46,04 SB   | Dariusz Kowaluk AZS-AWF Warszawa                                        | 46,06 PB   |
| Bieg na 800 m                 | Marcin Lewandowski CWZS Zawisza Bydgoszcz SL     | 1:50,27  | Mateusz Borkowski RKS Łódź                    | 1:50,37    | Michał Rozmys UKS Barnim Goleniów                                       | 1:51,02    |
| Bieg na 1500 m                | Adam Kszczot RKS Łódź                            | 3:46,24  | Adam Czerwiński UKS Lider Siercza             | 3:46,77    | Michał Rozmys UKS Barnim Goleniów                                       | 3:46,78    |
| Bieg na 5000 m                | Krystian Zalewski UKS Barnim Goleniów            | 14:15,59 | Robert Głowala GKS Wilga Garwolin             | 14:18,74   | Dawid Malina TL ROW Rybnik                                              | 14:20,44   |
| Bieg na 3000 m z przeszkodami | Krystian Zalewski UKS Barnim Goleniów            | 8:40,45  | Łukasz Oślizło AZS-AWF Katowice               | 8:51,33 SB | Szymon Topolnicki AZS-AWF Katowice                                      | 9:02,03 SB |
| Bieg na 110 m przez płotki    | Damian Czykier KS Podlasie Białystok             | 13,37 NL | Artur Noga SKLA Sopot                         | 13,56 SB   | Dominik Bochenek CWZS Zawisza Bydgoszcz SL                              | 13,79 SB   |
| Bieg na 400 m przez płotki    | Patryk Dobek MKL Szczecin                        | 49,16    | Jakub Mordyl KS AZS AWF Kraków                | 50,31      | Robert Bryliński OŚ AZS Poznań                                          | 50,67 SB   |
| Chód na 10 000 m              | Dawid Tomala AZS KU Politechniki Opolskiej Opole | 40:17,62 | Artur Brzozowski AZS-AWF Katowice             | 40:20,59   | Rafał Sikora AZS-AWF Katowice                                           | 41:57,84   |
| Skok wzwyż                    | Maciej Grynienko UKS Orlica Domaniów             | 2,21     | Sylwester Bednarek RKS Łódź                   | 2,21       | Norbert Kobielski MKS Inowrocław Maciej Lepiato GZSN START Gorzów Wlkp. | 2,09       |
| Skok o tyczce                 | Paweł Wojciechowski CWZS Zawisza Bydgoszcz SL    | 5,70     | Piotr Lisek OSOT Szczecin                     | 5,70       | Robert Sobera KS AZS AWF Wrocław                                        | 5,30       |
| Skok w dal                    | Tomasz Jaszczuk WLKS Nowe Iganie                 | 8,10 NL  | Piotr Tarkowski KS AZS-AWF Biała Podlaska     | 7,80 PB    | Mateusz Różański KU AZS PWSZ w Tarnowie                                 | 7,73       |
| Trójskok                      | Adrian Świderski WKS Śląsk Wrocław               | 15,89 SB | Bartosz Bonecki AZS Łódź                      | 15,72 SB   | Jan Kulmaczewski UKS Karpaty-armexim Pruszków                           | 15,50w     |
| Pchnięcie kulą                | Michał Haratyk KS Sprint Bielsko-Biała           | 21,85 CR | Konrad Bukowiecki KS AZS UWM Olsztyn          | 21,04      | Jakub Szyszkowski WKS Śląsk Wrocław                                     | 20,18      |
| Rzut dyskiem                  | Piotr Małachowski WKS Śląsk Wrocław              | 65,78 NL | Robert Urbanek MKS Aleksandrów Łódzki         | 62,91      | Bartłomiej Stój AZS KU Politechniki Opolskiej Opole                     | 61,07      |
| Rzut młotem                   | Wojciech Nowicki KS Podlasie Białystok           | 80,26    | Paweł Fajdek KS Agros Zamość                  | 80,14      | Arkadiusz Rogowski KS Agros Zamość                                      | 70,19      |
| Rzut oszczepem                | Marcin Krukowski KS Warszawianka                 | 82,87    | Cyprian Mrzygłód AZS-AWFiS Gdańsk             | 80,76      | Dawid Kościów (LKS Jantar Ustka                                         | 80,64 PB   |

### Kobiety
| Konkurencja:                  | 1. miejsce                                  | Rezultat     | 2. miejsce                                | Rezultat   | 3. miejsce                                       | Rezultat |
| Bieg na 100 m                 | Ewa Swoboda AZS-AWF Katowice                | 11,12w       | Anna Kiełbasińska SKLA Sopot              | 11,23w     | Kamila Ciba OŚ AZS Poznań                        | 11,45w   |
| Bieg na 200 m                 | Martyna Kotwiła RLTL ZTE Radom              | 22,99 PB, NL | Anna Kiełbasińska SKLA Sopot              | 23,10      | Agata Forkasiewicz KS AZS AWF Wrocław            | 23,77    |
| Bieg na 400 m                 | Małgorzata Hołub-Kowalik KL Bałtyk Koszalin | 51,18 CR PB  | Justyna Święty-Ersetic AZS-AWF Katowice   | 51,26      | Iga Baumgart BKS Bydgoszcz                       | 51,73    |
| Bieg na 800 m                 | Anna Sabat CWKS Resovia Rzeszów             | 2:06,14      | Angelika Cichocka SKLA Sopot              | 2:06,37    | Paulina Mikiewicz-Łapińska KS Podlasie Białystok | 2:07,29  |
| Bieg na 1500 m                | Sofia Ennaoui MKL Szczecin                  | 4:13,32      | Katarzyna Broniatowska KS AZS AWF Kraków  | 4:16,37 SB | Paulina Kaczyńska WMLKS Pomorze Stargard         | 4:17,13  |
| Bieg na 5000 m                | Paulina Kaczyńska WMLKS Pomorze Stargard    | 16:25,46     | Katarzyna Rutkowska KS Podlasie Białystok | 16:26,09   | Matylda Kowal CWKS Resovia Rzeszów               | 16:29,86 |
| Bieg na 3000 m z przeszkodami | Matylda Kowal CWKS Resovia Rzeszów          | 9:53,18      | Alicja Konieczek WMLKS Nadodrze Powodowo  | 9:53,27    | Katarzyna Kowalska LKS Vectra Włocławek          | 10:12,10 |
| Bieg na 100 m przez płotki    | Klaudia Siciarz KS AZS AWF Kraków           | 12,74w       | Karolina Kołeczek AZS UMCS Lublin         | 12,94w     | Katarzyna Flis AZS Łódź                          | 13,57w   |
| Bieg na 400 m przez płotki    | Joanna Linkiewicz KS AZS AWF Wrocław        | 56,21        | Justyna Saganiak UKS 55 Łódź              | 56,62 PB   | Natalia Wosztyl RLTL ZTE Radom                   | 57,10 PB |
| Chód na 5000 m                | Paulina Buziak LKS Stal Mielec              | 22:50,68     | Katarzyna Zdziebło LKS Stal Mielec        | 23:19,65   | Joanna Bemowska AZS UMCS Lublin                  | 24:41,12 |
| Skok wzwyż                    | Michalina Kwaśniewska AZS-AWF Warszawa      | 1,84 SB      | Paulina Borys SKLA Sopot                  | 1,84       | Martyna Lewandowska MLKL Płock                   | 1,81     |
| Skok o tyczce                 | Justyna Śmietanka AZS-AWF Warszawa          | 4,50 PB, NL  | Paulina Hnida KS AZS AWF Wrocław          | 4,00 =PB   | Emilia Kusy SKLA Sopot                           | 4,00     |
| Skok w dal                    | Anna Jagaciak-Michalska OŚ AZS Poznań       | 6,47 NL      | Magdalena Żebrowska KS Podlasie Białystok | 6,33 PB    | Angelika Faka WKS Wawel Kraków                   | 6,28     |
| Trójskok                      | Anna Jagaciak-Michalska OŚ AZS Poznań       | 14,24 NL     | Agnieszka Bednarek AZS Łódź               | 13,14      | Adrianna Szóstak OŚ AZS Poznań                   | 12,99    |
| Pchnięcie kulą                | Paulina Guba AZS UMCS Lublin                | 18,82        | Klaudia Kardasz KS Podlasie Białystok     | 17,03      | Anna Niedbała WKS Wawel Kraków                   | 16,42 SB |
| Rzut dyskiem                  | Lidia Augustyniak MKL Toruń                 | 55,84        | Daria Zabawska KS Podlasie Białystok      | 54,89      | Monika Nowak KS AZS AWF Kraków                   | 51,91    |
| Rzut młotem                   | Anita Włodarczyk RKS Skra Warszawa          | 79,59 NL     | Joanna Fiodorow OŚ AZS Poznań             | 74,25 SB   | Malwina Kopron AZS UMCS Lublin                   | 70,88    |
| Rzut oszczepem                | Marcelina Witek AML Słupsk                  | 55,97        | Klaudia Maruszewska LKS Jantar Ustka      | 52,71      | Karolina Bołdysz AZS-AWFiS Gdańsk                | 52,58 SB |

## Biegi przełajowe
90. mistrzostwa Polski w biegach przełajowych zostały rozegrane 17 marca w Żaganiu.

### Mężczyźni
| Konkurencja:            | 1. miejsce                                     | Rezultat | 2. miejsce                            | Rezultat | 3. miejsce                            | Rezultat |
| Bieg przełajowy (4 km)  | Mateusz Demczyszak LŁKS Prefbet Śniadowo Łomża | 11:31    | Patryk Błaszczyk LKS Jantar Ustka     | 11:34    | Dariusz Boratyński KS AZS AWF Wrocław | 11:35    |
| Bieg przełajowy (10 km) | Tomasz Grycko UKS Bliza Władysławowo           | 29:12    | Krystian Zalewski UKS Barnim Goleniów | 29:19    | Robert Głowala GKS Wilga Garwolin     | 30:14    |

### Kobiety
| Konkurencja:           | 1. miejsce                                | Rezultat | 2. miejsce                               | Rezultat | 3. miejsce                      | Rezultat |
| Bieg przełajowy (5 km) | Katarzyna Rutkowska KS Podlasie Białystok | 16:25    | Katarzyna Broniatowska KS AZS AWF Kraków | 16:44    | Aleksandra Brzezińska MKL Toruń | 16:52    |

## Chód na 50 km
1. mistrzostwa Polski kobiet w chodzie na 50 kilometrów odbyły się 24 marca w słowackiej miejscowości Dudince w ramach mityngu Dudinská Päťdesiatka. Zawody o mistrzostwo Polski mężczyzn odbyły się 6 października w Wiedniu.
| Konkurencja: | 1. miejsce                              | Rezultat | 2. miejsce                      | Rezultat | 3. miejsce | Rezultat |
| Mężczyźni    | Jakub Jelonek CKS Budowlani Częstochowa | 4:08:28  | Grzegorz Grinholc RKS Rumia     | 4:54:45  | [ a ]      |          |
| Kobiety      | Agnieszka Ellward WKS Flota Gdynia      | 4:32:47  | Joanna Bemowska AZS UMCS Lublin | 4:43:48  | [ b ]      |          |

## Maraton
88. mistrzostwa Polski mężczyzn w biegu maratońskim rozegrane zostały 22 kwietnia w Warszawie w ramach szóstej edycji Orlen Warsaw Marathon. 38. mistrzostwa Polski kobiet w biegu maratońskim odbyły się 8 kwietnia w ramach 45. Maratonu Dębno.
| Konkurencja: | 1. miejsce                           | Rezultat | 2. miejsce                            | Rezultat | 3. miejsce                                | Rezultat |
| Mężczyźni    | Yared Shegumo AZS AWF Warszawa       | 2:13:53  | Mariusz Giżyński WKS Grunwald Poznań  | 2:15:17  | Arkadiusz Gardzielewski WKS Śląsk Wrocław | 2:15:57  |
| Kobiety      | Karolina Pilarska WKB Meta Lubliniec | 2:49:06  | Karolina Waśniewska UKS Technik Radom | 2:49:34  | Arleta Meloch GKS Olimpia Grudziądz       | 2:49:51  |

## Bieg na 10 000 m
Mistrzostwa Polski w biegu na 10 000 metrów zostały rozegrane 28 kwietnia w Łomży.
| Konkurencja: | 1. miejsce                                | Rezultat    | 2. miejsce                               | Rezultat | 3. miejsce                                         | Rezultat |
| Mężczyźni    | Tomasz Grycko UKS Bliza Władysławowo      | 28:56,81 PB | Szymon Kulka LŁKS Prefbet Śniadowo Łomża | 29:31,63 | Dawid Malina TL ROW Rybnik                         | 29:41,38 |
| Kobiety      | Katarzyna Rutkowska KS Podlasie Białystok | 33:24,08    | Paulina Kaczyńska WMLKS Pomorze Stargard | 33:29,05 | Olga Kalendarowa-Ochal LŁKS Prefbet Śniadowo Łomża | 34:14,19 |

## Biegi sztafetowe i wieloboje
Mistrzostwa Polski w biegach sztafetowych i wielobojach zostały rozegrane w Suwałkach 1 i 2 czerwca. Po raz pierwszy rozdano medale w konkurencji sztafet mieszanych 4 × 400 metrów i 4 × 800 metrów.

### Mężczyźni
| Konkurencja:       | 1. miejsce                                                                             | Rezultat  | 2. miejsce                                                                                  | Rezultat  | 3. miejsce                                                                          | Rezultat  |
| Sztafeta 4 × 100 m | OŚ AZS Poznań Artur Zaczek Krzysztof Grześkowiak Adrian Wesela Eryk Hampel             | 40,03     | SL CWZS Zawisza Bydgoszcz Jakub Rychlewski Remigiusz Olszewski Dariusz Kuć Dominik Bochenek | 40,38     | KS Agros Zamość Marcin Talacha Hubert Kalandyk Michał Jakóbczyk Dominik Kopeć       | 40,98     |
| Sztafeta 4 × 400 m | WKS Śląsk Wrocław Łukasz Krawczuk Bartłomiej Chojnowski Tymoteusz Zimny Jakub Krzewina | 3:07,39   | AZS UMCS Lublin Cezary Mirosław Maciej Hołub Michał Jabrzyński Andrzej Jaros                | 3:09,56   | RLTL ZTE Radom Jakub Smoliński Piotr Szewczyk Bartłomiej Czajkowski Patryk Adamczyk | 3:10,48   |
| Dziesięciobój      | Paweł Wiesiołek KS Warszawianka                                                        | 7921 pkt. | Rafał Abramowski AZS-AWF Warszawa                                                           | 7388 pkt. | Jacek Chochorowski KS AZS Politechniki Opolskiej                                    | 7125 pkt. |

### Kobiety
| Konkurencja:       | 1. miejsce                                                                         | Rezultat  | 2. miejsce                                                                            | Rezultat  | 3. miejsce                                                                                      | Rezultat  |
| Sztafeta 4 × 100 m | AZS Łódź Julia Rządzińska Katarzyna Flis Marta Nawrocka Karolina Zagajewska        | 45,58     | AS-AWF Katowice Magdalena Wronka Nikoletta Misterka Natalia Węglarz Adrianna Janowicz | 45,60     | KS AZS-AWF Wrocław Jagoda Mierzyńska Karolina Wrzesińska Marcelina Winkowska Agata Forkasiewicz | 45,76     |
| Sztafeta 4 × 400 m | AS-AWF Katowice Milena Korbut Adrianna Janowicz Natalia Węglarz Nikoletta Misterka | 3:37,49   | KS Podlasie Białystok Weronika Bartnowska Anna Gryc Marlena Gola Karolina Łozowska    | 3:38,00   | AZS-AWF Warszawa Emilia Ankiewicz Angelika Sarna Agata Kołecka Dominika Muraszewska             | 3:38,91   |
| Siedmiobój         | Paulina Ligarska SKLA Sopot                                                        | 5845 pkt. | Izabela Mikołajczyk KS Warszawianka                                                   | 5556 pkt. | Wiktoria Zezula SL CWZS Zawisza Bydgoszcz                                                       | 5069 pkt. |

### Sztafety mieszane
| Konkurencja:       | 1. miejsce                                                                                 | Rezultat | 2. miejsce                                                                              | Rezultat | 3. miejsce                                                                                  | Rezultat |
| Sztafeta 4 × 400 m | AZS-AWF Warszawa Magdalena Broniewicz Łukasz Ozdarski Dominika Muraszewska Dariusz Kowaluk | 3:29,93  | SL CWZS Zawisza Bydgoszcz Joanna Walas Patryk Sieradzki Mateusz Sieradzki Agata Syrocka | 3:33,62  | AZS-AWF Warszawa II Paulina Paluch Emil Czarnocki Karolina Grzegorczyk Jakub Bałdyka        | 3:49,23  |
| Sztafeta 4 × 800 m | AZS-AWF Warszawa Daniel Gadomski Agata Kołecka Angelika Sarna Jakub Bałdyka                | 8:06,05  | KS AZS AWF Kraków Katarzyna Chryczyk Grzegorz Kunc Katarzyna Broniatowska Patryk Marmon | 8:06,56  | KS Podlasie Białystok Andrzej Jankowski Sylwia Ciołko Krzysztof Wasilewski Barbara Skrzypko | 8:27,41  |

## Bieg na 5 km
7. mistrzostwa Polski kobiet i mężczyzn w biegu ulicznym na 5 kilometrów zostały rozegrane 16 czerwca w Warszawie.
| Konkurencja: | 1. miejsce                          | Rezultat | 2. miejsce                                     | Rezultat | 3. miejsce                                | Rezultat |
| Mężczyźni    | Yared Shegumo AZS AWF Warszawa      | 14:27    | Mateusz Demczyszak LŁKS Prefbet Śniadowo Łomża | 14:28    | Damian Kabat WMLKS Pomorze Stargard       | 14:29    |
| Kobiety      | Renata Pliś MKL Maraton Świnoujście | 16:33    | Ewa Jagielska LKS Ostrowianka                  | 16:35    | Monika Kaczmarek ASICS Frontrunner Poland | 16:37    |

## Chód na 20 km
Zawody o mistrzostwo Polski kobiet i mężczyzn w chodzie na 20 kilometrów odbyły się 23 czerwca w Warszawie.
| Konkurencja: | 1. miejsce                        | Rezultat | 2. miejsce                                       | Rezultat | 3. miejsce                       | Rezultat |
| Mężczyźni    | Artur Brzozowski AZS-AWF Katowice | 1:22:19  | Dawid Tomala AZS KU Politechniki Opolskiej Opole | 1:22:44  | Rafał Sikora AZS-AWF Katowice    | 1:22:58  |
| Kobiety      | Paulina Buziak LKS Stal Mielec    | 1:35:36  | Katarzyna Zdziebło LKS Stal Mielec               | 1:37:06  | Olga Niedziałek WLKS Nowe Iganie | 1:37:08  |

## Bieg na 10 km
9. Mistrzostwa Polski w biegu ulicznym na 10 kilometrów mężczyzn zostały rozegrane 4 sierpnia w Gdańsku w ramach edycji 25. biegu św. Dominika. 7. mistrzostwa kobiet odbyły się 7 października w Warszawie.
| Konkurencja: | 1. miejsce                                | Rezultat | 2. miejsce                      | Rezultat | 3. miejsce                           | Rezultat |
| Mężczyźni    | Marcin Chabowski STS Pomerania Szczecinek | 29:45    | Adam Nowicki MKL Szczecin       | 29:53    | Tomasz Grycko UKS Bliza Władysławowo | 30:12    |
| Kobiety      | Renata Pliś MKL Maraton Świnoujście       | 33:55    | Monika Andrzejczak MKL Szczecin | 34:00    | Ewa Jagielska LKS Ostrowianka        | 34:11    |

## Półmaraton
27. Mistrzostwa Polski w półmaratonie zostały rozegrane 2 września w Pile.
| Konkurencja: | 1. miejsce                               | Rezultat | 2. miejsce                          | Rezultat | 3. miejsce                           | Rezultat |
| Mężczyźni    | Szymon Kulka LŁKS Prefbet Śniadowo Łomża | 1:05:13  | Adam Nowicki MKL Szczecin           | 1:05:47  | Kamil Karbowiak LZS KL Kotwica Brzeg | 1:07:21  |
| Kobiety      | Paulina Kaczyńska WMLKS Pomorze Stargard | 1:14:28  | Izabela Trzaskalska AZS UMCS Lublin | 1:14:42  | Monika Andrzejczak MKL Szczecin      | 1:14:48  |

## Bieg 24-godzinny
Mistrzostwa Polski w biegu 24-godzinnym (ultramaratonie) zostały rozegrane 8/9 września w Łysem.
| Konkurencja: | 1. miejsce                            | Rezultat  | 2. miejsce                       | Rezultat  | 3. miejsce                           | Rezultat  |
| Mężczyźni    | Leszek Małyszek AZS-AWF Katowice      | 237 514 m | Andrzej Mazur LKS Zantyr Sztum   | 236 216 m | Przemysław Basa TL Pogoń Ruda Śląska | 227 746 m |
| Kobiety      | Patrycja Bereznowska AZS-AWF Katowice | 232 390 m | Aneta Rajda TL Pogoń Ruda Śląska | 228 399 m | Kamila Wróbel CWKS Resovia Rzeszów   | 205 013 m |